# Seutukunta
Seutukunta (švédsky ekonomisk region) je ve Finsku po obci druhá nejmenší územní jednotka. Většinou jde o spolek několika sousedících obcí. Odpovídá zhruba českému okresu. Seutukunty se používají při porovnávání ekonomických výsledků a demografických dat částí Finska. Každá obec patří do některé seutukunty a všechny obce z jedné seutukunty musí náležet do stejné provincie.
Rozdělení provincií na seutukunty provádí Ministerstvo vnitra Finské republiky, které také každý rok potvrzuje změny v rozdělení. Toto rozdělení se používá od roku 1994. Seutukunty odpovídají v Evropské unii správním jednotkám NUTS 4. Od roku 2021 je ve Finsku 69 seutukunt, jejich počet však dlouhodobě klesá (v roce 1994 jich bylo 88).
Seznam okresů, výčty obcí v nich a příslušnost okresů do provincií a krajů najdete v hesle Seznam finských obcí.

## Seznam
| Laponsko 1. Východní Laponsko 2. Kemi-Tornio 3. Severní Laponsko 4. Rovaniemi 5. Údolí Tornia 6. Horské Laponsko Kainuu 1. Kajaani 2. Kehys Kainuu Severní Pohjanmaa 1. Koillismaa 2. Nivala-Haapajärvi 3. Oulu 4. Oulunkaari 5. Raahe 6. Haapavesi-Siikalatva 7. Ylivieska Jižní Savo 1. Mikkeli 2. Pieksämäki 3. Savonlinna Severní Karélie 1. Joensuu 2. Střední Karélie 3. Pielienenská Karélie Severní Savo 1. Severovýchodní Savo 2. Kuopio 3. Vnitřní Savo 4. Varkaus 5. Horní Savo Jižní Pohjanmaa 1. Järviseutu 2. Kuusiokunnat 3. Seinäjoki 4. Suupohja Střední Pohjanmaa 1. Kaustinen 2. Kokkola Střední Finsko 1. Joutsa 2. Jyväskylä 3. Jämsä 4. Keuruu 5. Saarijärvi–Viitasaari 6. Äänekoski Pirkanmaa 1. Jižní Pirkanmaa 2. Jihozápadní Pirkanmaa 3. Severozápadní Pirkanmaa 4. Tampere 5. Horní Pirkanmaa Pohjanmaa 1. Pietarsaari 2. Pobřežní Suupohja 3. Vaasa Satakunta 1. Severní Satakunta 2. Pori 3. Rauma Vlastní Finsko 1. Loimaa 2. Salo 3. Turku 4. Vakka Finsko 5. Turunmaa Jižní Karélie 1. Imatra 2. Lappeenranta Kanta-Häme 1. Forssa 2. Hämeenlinna 3. Riihimäki Kymenlaakso 1. Kotka-Hamina 2. Kouvola Päijät-Häme 1. Lahti Uusimaa 1. Helsinky 2. Loviisa 3. Porvoo 4. Raseborg Alandy 1. Město Mariehamn 2. Alandský venkov 3. Alandské souostroví |